# NHK General TV
NHK G hay NHK General TV (/ NHK総合テレビジョン NHK Sōgō Terebijon) là kênh truyền hình thuộc sở hữu của NHK. Các chương trình phát sóng trên kênh bao gồm thời sự, âm nhạc, thể thao, phim hoạt hình và các chương trình đặc biệt khác. Lên sóng chính thức vào ngày 1 tháng 2 năm 1953, khi đó NHK General TV là kênh truyền hình duy nhất của Nhật Bản trước khi ra mắt Nippon TV vào ngày 28 tháng 8 năm 1953.